# Radio Cádiz
Radio Cádiz es la emisora de radio que la Cadena SER tiene en la ciudad de Cádiz (Andalucía, España), su sede se encuentra en el Paseo Marítimo, 1 Edificio Reina Victoria. Sus coordenadas de situación son: 36°30′25″N 6°16′45″O / 36.50694, -6.27917.
La Cadena SER, de la que Radio Cádiz forma parte, pertenece a Prisa Radio, la compañía que agrupa los activos radiofónicos del Grupo Prisa (entre los que se encuentran también las radiofórmulas Los 40 Classic, LOS40, Cadena Dial, Radiolé y Los 40 Dance).

## Equipo directivo
| Cargo             | Identidad             |
| ----------------- | --------------------- |
| Directora         | Lourdes Acosta García |
| Jefe informativos | Pedro Espinosa        |
| Jefe de deportes  | Ignacio de la Varga   |

## Frecuencias
Desde las instalaciones de Radio Cádiz en el Paseo Marítimo, se emiten las siguientes señales del Grupo Prisa en las siguientes frecuencias:
| Emisora                           | Frecuencia                 |
| --------------------------------- | -------------------------- |
| Radio Cádiz (onda media)          | 990 AM                     |
| Radio Cádiz (frecuencia modulada) | 90.8 FM SER+ Cádiz 93.2 FM |
| Los 40 Classic                    | 89.8 FM                    |
| Los 40                            | 89.4 FM                    |
| Cadena Dial                       | 99.9 FM                    |
| Radiolé                           | 104.1 FM                   |

| Emisora                    | Frecuencia |
| -------------------------- | ---------- |
| Radio Algeciras FM - SER   | 93.0 FM    |
| Radio Algeciras OM - SER   | 1260 AM    |
| Radio Jerez FM - SER       | 106.8 FM   |
| Radio Jerez OM - SER       | 1026 AM    |
| Cadena SER La Janda        | 92.7 FM    |
| Cadena SER Sierra de Cádiz | 95.0 FM    |

| Emisora                        | Frecuencia |
| ------------------------------ | ---------- |
| Los 40 Jerez                   | 97.8 FM    |
| Los 40 Algeciras               | 95.7 FM    |
| Los 40 Costa de la luz         | 100.8 FM   |
| Cadena Dial Jerez              | 88.5 FM    |
| Cadena Dial Campo de Gibraltar | 90.2 FM    |
| Cadena Dial la Janda           | 106.0 FM   |
| Radiolé de la Frontera         | 88.8 FM    |

## Audiencia
En 2010 la Cadena SER, de la que Radio Cádiz, forma parte, es líder de audiencias de radio en España, con 4.700.000 oyentes diarios de lunes a viernes según los resultados del EGM correspondiente al primer trimestre de 2010. El segundo lugar lo ocupa Onda Cero, con 2.310.000 oyentes, le siguen RNE, con 1.388.000 oyentes, la COPE, con 1.251.000 oyentes y Punto Radio con 629.000 oyentes.
En Andalucía, la Cadena SER es la más escuchada, con 725.000 oyentes diarios según los resultados del EGM. Onda Cero ocupa el secundo lugar, con 418.000 oyentes, y le siguen Canal Sur Radio, con 366.000 oyentes, la COPE, con 199.000 oyentes, Radio Nacional de España, con 154.000 oyentes, y Punto Radio con 44.000 oyentes.

## Programación

### Programación nacional
Radio Cádiz emite en cadena con el resto de emisoras de la Cadena SER. La programación nacional más importante para la temporada 2012/2013 es la siguiente:
| Programa                   | Horario                    | Director/a      |
| -------------------------- | -------------------------- | --------------- |
| Hoy por hoy                | (L-V) 06:00-12:20          | Àngels Barceló  |
| Hora 14                    | (Diario)14:00-15:10        | Javier Casal    |
| La Ventana                 | (L-V) 16:00-20:00          | Carles Francino |
| Hora 25                    | (L-V) 20:00-23:30          | Aimar Bretos    |
| El larguero                | (Diario)23:30-01:30        | Manu Carreño    |
| El faro                    | 01:30-04:00                | Mara Torres     |
| Matinal SER                | Fin de semana, 07:00-07:30 | Sergio Soto     |
| A vivir que son dos días   | Fin de semana, 08:00-12:00 | Javier del Pino |
| Informativos fin de semana | Fin de semana, 14:00-15:00 | Aida Bao        |
| Carrusel deportivo         | Fin de semana, 15:00-23:30 | Dani Garrido    |

Durante los fines de semana se emiten varios programas de menor audiencia y con horarios variables tales como: Los toros, Ser digital, Ser consumidor, "Ser aventureros", "", "Punto de fuga" y "Ser Historia". Cabe destacar que cada hora se emiten boletines informativos. Los programas de mayor éxito llevan en antena varios años y son líderes de audiencia en sus tramos horarios.

### Programación local y autonómica
A nivel local y autonómico Radio Cádiz, emite los siguientes programas
| Programa                          | Horario               | Director/a                            |
| --------------------------------- | --------------------- | ------------------------------------- |
| Informativos locales y regionales | varios tramos diarios | Pedro Espinosa y Francisco José Román |
| Hoy por hoy Cádiz                 | 12.20-14.00 (L-V)     | Carlos Alarcon                        |
| En juego. Cádiz                   | 15.10-16.00 (L-V)     | Ignacio de la Varga y Quique Lafuente |
| La ventana de Andalucía           | 19.00-19.50 (L-J)     | Fernando Pérez-Monguió                |
| A vivir Andalucía                 | Fines de semana       | Domi del Postigo                      |
| Carrusel Deportivo Cádiz          | Fines de semana       | Equipo de deportes                    |
| Puerta del Mar                    | Miércoles             | Francisco José Román                  |

A nivel local la programación de Radio Cádiz se vuelca en las festividades locales más representativas, especialmente los Carnavales y Semana Santa, así como la trayectoria deportiva que tiene el C. F. Cádiz.

## Historia

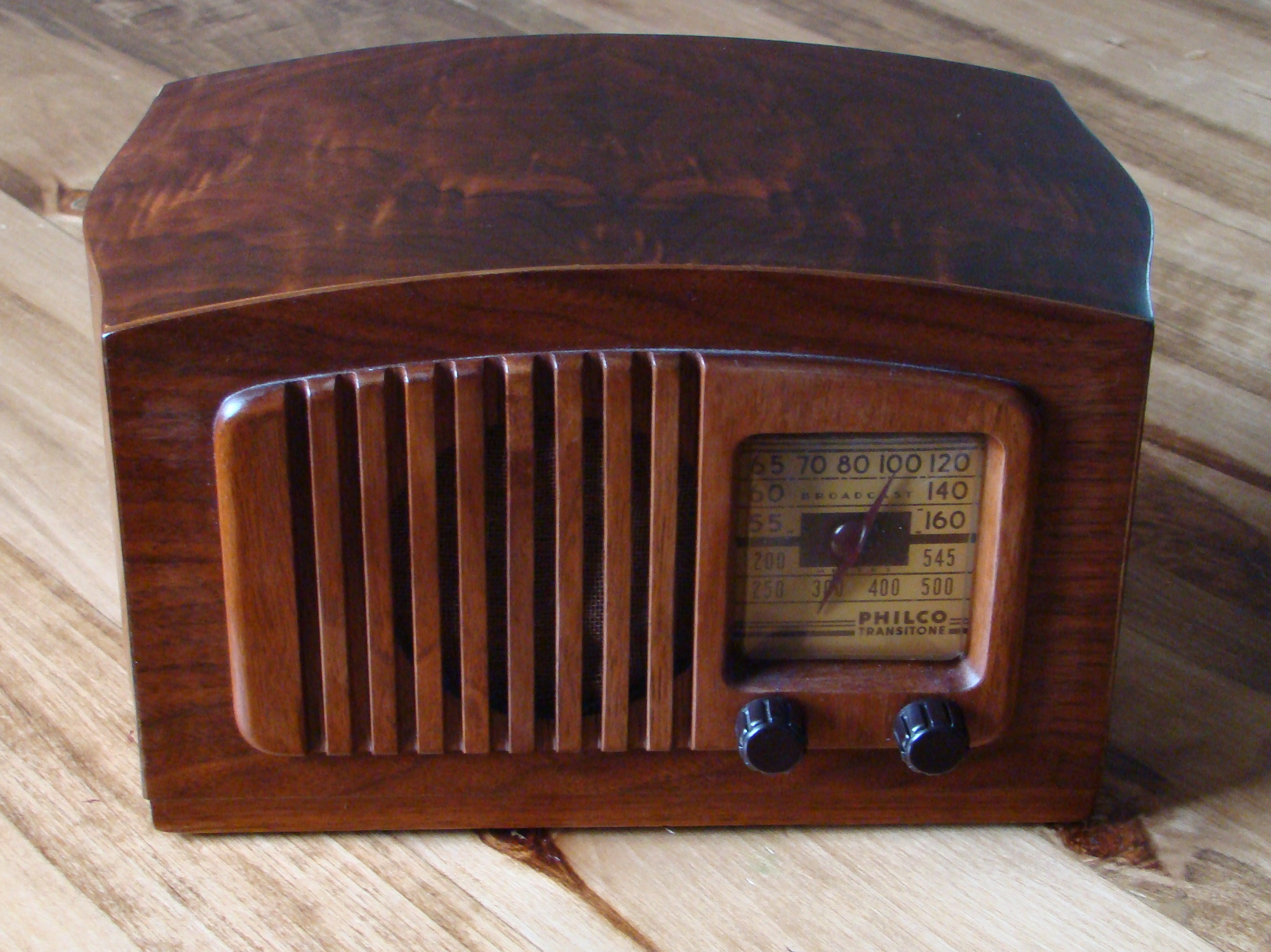
Receptor de radio Philco Modelo PT-44 (1941)

En 1925 un grupo de personalidades de Cádiz se reunieron en el domicilio de Francisco de la Viesca Sierra para constituir la Sociedad Radio Club Gaditano. Nace así EAJ-3 Radio Cádiz, la tercera matrícula de radio en España, con 550 vatios de potencia.  EAJ-3 Radio Cádiz empieza a emitir en una frecuencia de 600 a 2540m, siendo captada por gran parte del territorio la península ibérica. Teniendo sus primeros estudios en la calle Benjumeda, en aquella época se retransmitían grabaciones de discos, contando con un club de oyentes con la intención de sufragar los gastos. En 1926 Unión Radio compró Radio Cádiz y, en su labor de centralizar su emisión en Radio Sevilla, cerró la estación, pasando años después el indicativo EAJ-3 a Radio Valencia.
La emisora fue reabierta en la época de la República, por otros dueños y nueva matrícula. La concesión de una licencia de radio para Cádiz se concede en 1935 a Juan Valero y Carlos Campos, empresarios ajenos a la ciudad. Tras numerosos problemas para la ubicación de la estación, comienza a funcionar en pruebas el 21 de septiembre mientras que la inauguración oficial tiene lugar el 31 de octubre de 1935 bajo el indicativo de EAJ-59.
Entre las voces más populares de esta etapa están Manuel Allely, que transmitiría el primer partido de fútbol por la estación.
Cuando se produjo el golpe de Estado del 18 de julio de 1936 y para evitar la propagación de noticias falsas, el gobernador civil Zapico ordenó al director de Radio Cádiz interferir las emisiones de Radio Ceuta. Sin embargo se produce una rápida ocupación de la emisora por parte de los sublevados. Como los concesionarios no estaban en la ciudad se nombra director de la misma a Julio García Muñoz, director técnico de la misma. Éste se mantendrá al frente de la radio hasta que la vende a la Cadena Rato en 1954. 
El 6 de marzo de 1939, Franco dicta una orden por la que se somete a censura previa de Falange Española la programación de todas las emisoras privadas de radio, y las obliga a conectarse diariamente con Radio Nacional de España, para emitir los diarios hablados conocidos como el Parte.  Esta medida estuvo en vigor hasta el 6 de octubre de 1977 que fue derogada por el presidente Adolfo Suárez.
Como personajes destacados de esta época destacan Manuel Marlasca, que acabaría en el ABC, y, sobre todo, Antonio Rosales, serán locutores populares. El segundo crearía el personaje de Don Puyazo, al frente de un programa taurino que sería de los más veteranos de la radio española, ya a través de Radio Juventud. Junto a Rosales, un personaje clave de la historia de Radio Cádiz en los años cincuenta-sesenta será Antonio Ceballos, 'Tío Antonio', creador de innumerables programas, obras de teatros y seriales radiofónicos.
La Cadena Ser se hará cargo de la emisora en 1966, y empezará a transmitir la programación nacional de la misma.
La emisora ha sido señera en las retransmisiones de Carnaval. Retransmitió en el año 1947 la coronación canónica de la Virgen del Rosario, patrona de Cádiz y realizó el primer programa en directo desde el castillo-isla de Sancti Petri.
Premios y galardones
En 1969, la emisora fue galardonada con un Premio Ondas, por el programa "Rutas turísticas de Cádiz", como mejor programa recreativo. También a lo largo de su historia Radio Cádiz ha sido premiada y distinguida por instituciones locales, provinciales y regionales, contando entre otros galardones con la Medalla de Oro de la Ciudad de Cádiz, la Medalla de la Provincia de la Diputación y varios premios que han logrado desde la redacción de informativos como el de Cádiz y Andalucía de Periodismo por el programa 'Entrevistas a Dos' y el de 'Migraciones'.
La explosión de Cádiz
La emisora jugó un papel importante en la explosión de un polvorín de la Armada en Cádiz de 1947, que causaron numerosos daños y víctimas mortales, Radio Cádiz tuvo que sortear la enorme censura de prensa que existía para poder informar a los ciudadanos de la situación creada y canalizar la ayuda humanitaria e informar al resto de españoles de las consecuencias de la tragedia. Radio Cádiz, permaneció muda al principio de la tragedia por falta de electricidad para emitir, pero cuando se restableció el fluido eléctrico daba la noticia que recogía Radio Jerez y volvía a repetirla para que Radio Sevilla hiciera lo mismo, llegando así a Radio Córdoba y así iba saltando de unas emisoras a otras.
Personajes vinculados con Radio Cádiz
- Pepe Benítez, fallecido en 2010,  primer delegado de Los 40 Principales. Puso en marcha el programa  El Gran Carnaval, que se mantuvo en antena 15 años,  siendo un referente informativo de esta fiesta.[7]

- Antonio Yélamo. Actualmente director de contenidos de la SER-Andalucía
- Antonio Hernández Rodicio. Director de El Correo de Andalucía
- Joaquín Durán, director de Canal Sur Radio,
- Fernando Pérez, presentador de la Jugada de Canal Sur.
- Juan Manuel Pedreño de Canal Sur.
- Aurelio de la Viesca
- María del Carmen Coya